# NGC 2497
NGC 2497 is een elliptisch sterrenstelsel in het sterrenbeeld Lynx. Het hemelobject werd op 18 maart 1790 ontdekt door de Duits-Britse astronoom William Herschel.

## Synoniemen
- UGC 4168
- MCG 10-12-61
- ZWG 287.32
- PGC 22547